# Geografía física de la Región de Murcia

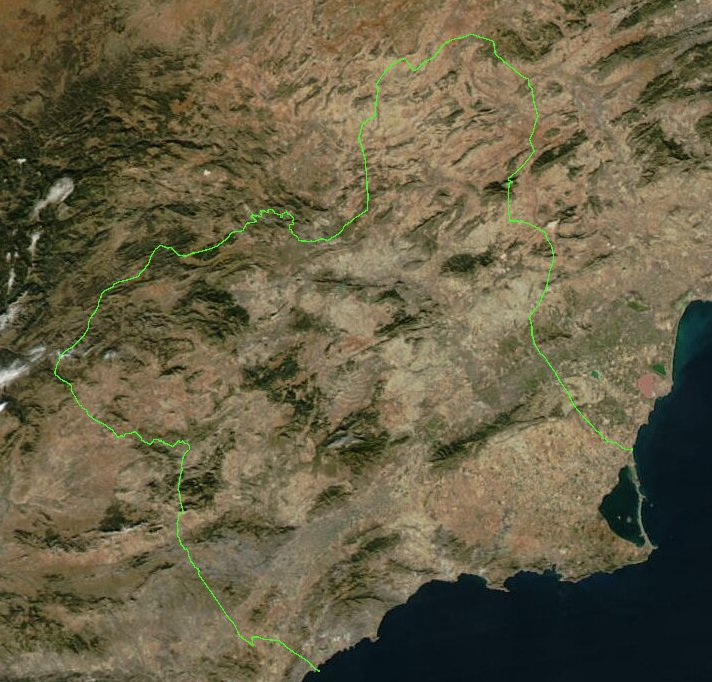
Vista por satélite de la Región de Murcia.

La Región de Murcia se sitúa en el extremo oriental de las Cordilleras Béticas, viéndose influida climatológicamente por una orografía que la aísla de la influencia atlántica. Estas cordilleras se dividen a su vez de norte a sur en:
- la Cordillera Prebética: la más septentrional, constituye los relieves que forman, de oeste a este, las Sierras de la Muela, del Puerto, de Sopalmo, de la Magdalena y del Carche (1372 metros). Su litología dominante es fundamentalmente carbonatada. La existencia de importantes fallas regionales (Jumilla-Pinoso y Jumilla-Yecla) ha favorecido la aparición de fenómenos de diapirismo (Jumilla y Yecla) y de volcanismo (La Celia).

- Subbética: Está constituida por numerosos cabalgamientos superpuestos entre sí o sobre los materiales del Prebético. Forman parte de esta cordillera, desde las Sierras de Moratalla (las de mayor altitud con más de 2000 metros) hasta la Sierra de Barinas, pasando por los relieves de la Sierra de Mojantes (1615 metros), la Sierra de Burete, la Sierra del Cambrón (1528 metros), del Oro, de la Pila y también la Sierra de Ricote.

- y la Penibética (de norte a sur): los tres complejos litológicos diferenciados (Nevado-Filabride, Alpujárride y Maláguide) se encuentran muy fracturados, aunque existe un predominio de cabalgamientos y fallas inversas entre dichos complejos. Resultado de esta complejidad estructural son las sierras de Almenara, Carrascoy, Cartagena y Espuña (1585 metros). Su litología dominante corresponde a rocas metamórficas y carbonatadas.

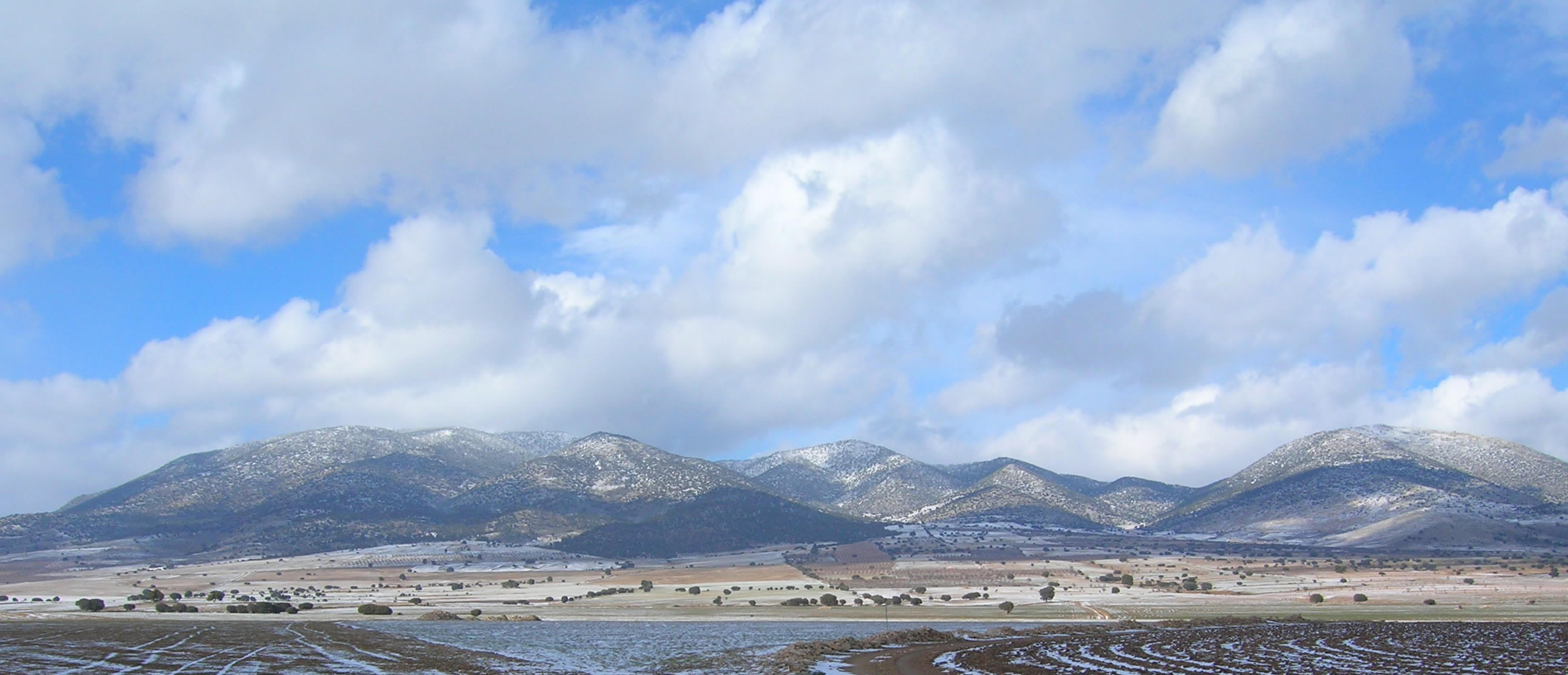
Macizo de Revolcadores, techo de la Región de Murcia con 2015 metros.

Tradicionalmente se ha considerado que el pico de Revolcadores, perteneciente al macizo del mismo nombre en las Sierras de Moratalla, era el vértice más alto de la Región de Murcia, con 2027 metros de altura; sin embargo, tras las mediciones de los últimos mapas del SNIG (Servicio Nacional de Información Geográfica de España) Revolcadores figura con 1999 m siendo una cumbre del mismo macizo, ligeramente más septentrional, la más elevada: Los Obispos, con 2015 m de altitud.
Aproximadamente el 27% del territorio murciano corresponde a relieves montañosos, el 38% a depresiones intramontanas y valles corredores, y el 35% restante a llanuras y altiplanicies.
También hay que destacar la existencia de importantes fallas en toda la zona, como la Falla de Alhama de Murcia, la Falla de Bullas-Archena o la Cicatriz Nor-Bética, que junto a la intersección con otras fallas menores generan numerosos movimientos de tierra, como el Terremoto de Lorca de 2011.

## Otras formas de relieve

### Paisajes kársticos
Los paisajes kársticos destacan en el Noroeste,  (Los Paretones, La Pedriza, Casica del Corral, Revolcadores, Mojantes, La Serrata, Hoya de Los Ballesteros, Hoya de Los Odres, sierras de Los Álamos y de La Muela de Moratalla), la Sierra de Palera, el Cañón de Almadenes, El Carche y Las Cuevas del Agua siendo frecuentemente conocidos como calares.
Existe un poljé en La Hoya de Los Vicentes (Sierra de Sopalmo), cañones kársticos en El Saltador y el Hornillo, campo de lapiaces en la Sierra de Sopalmo y simas en la Cueva de los Tiestos (Sierra de Las Cabras), cueva del Portichuelo y cueva de Morceguillos o cueva del Peliciego (Sierra de Las Grajas).

## Climatología

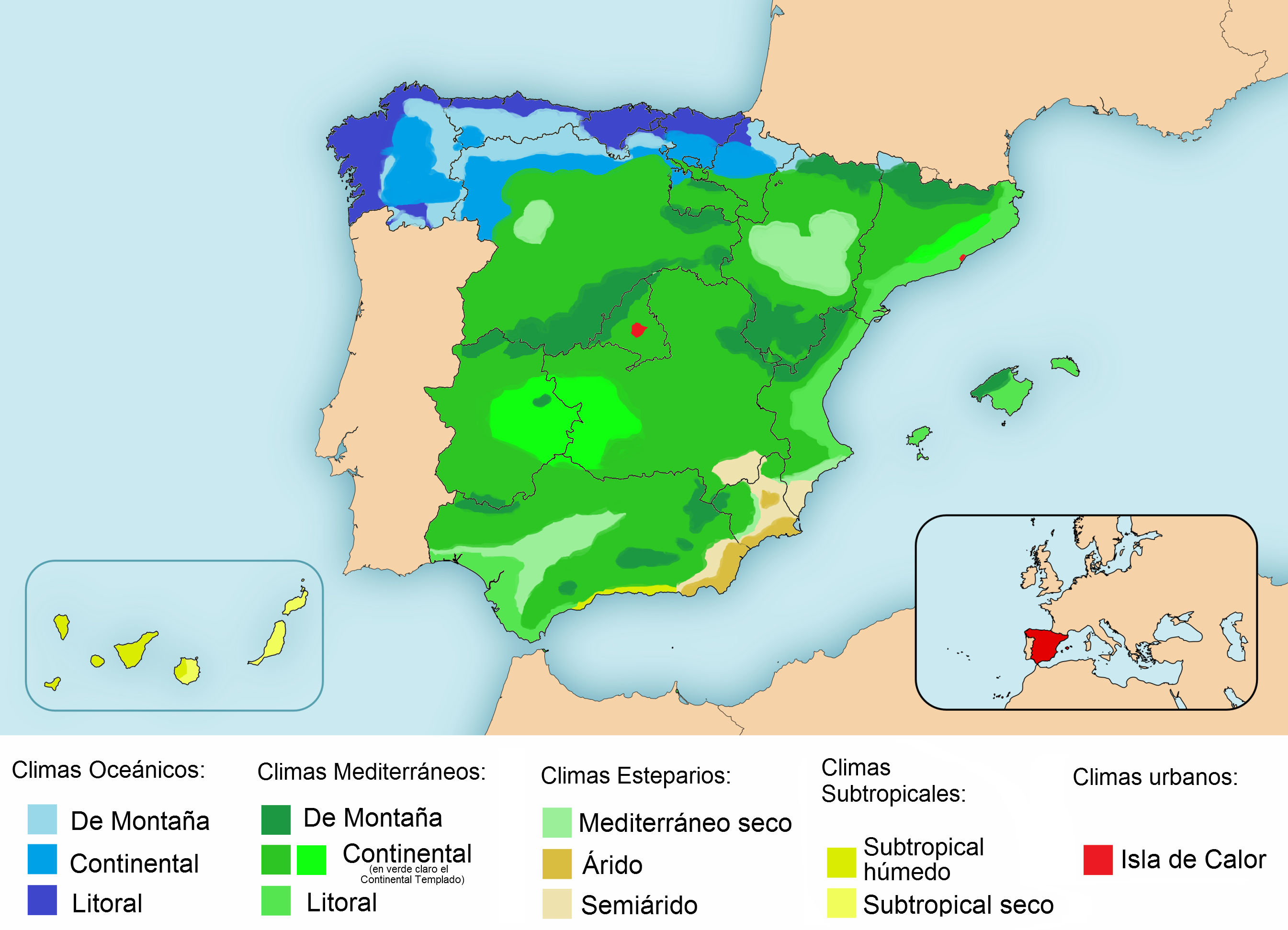
De los climas mediterráneos en la Región de Murcia encontramos el de montaña en las sierras más elevadas del Noroeste, el continental en el resto del Noroeste, norte del Alto Guadalentín y Altiplano murciano. Y dentro de los climas esteparios el semiárido en las Vegas del Segura, Comarca Oriental y Valle del Guadalentín, y el árido en la zona litoral y puntos de las vegas interiores.

La mayor parte de la Región de Murcia disfruta de un clima mediterráneo de tipo semiárido, con unos inviernos suaves (11 °C de media en diciembre y enero) y unos veranos calurosos (con máximas de 40 °C). La temperatura anual media es de 18 °C.
Posee unas precipitaciones medias escasas (de 300 a 350 mm anuales) debido a que su disposición orográfica (al este de las Cordilleras Béticas) dificulta la llegada de las borrascas atlánticas como consecuencia del llamado Efecto Föhn. La Región de Murcia cuenta con, entre 120 y 150 días al año donde el cielo está totalmente despejado. Abril y octubre son los meses con más precipitaciones, siendo frecuentes las trombas de agua en un solo día (Gota fría) especialmente en otoño.
Sin embargo, a pesar del predominio mediterráneo en cuanto a características termopluviométricas, la topografía variable de su territorio; donde alternan montañas, valles, depresiones, llanuras y litorales, originan una diversidad de matices dentro del dominio subtropical mediterráneo. La distancia respecto al mar y el relieve hace que existan diferencias térmicas y pluviométricas entre la costa y el interior. Mientras que en el litoral las temperaturas rara vez descienden de 10 °C en los meses más fríos, en las comarcas del interior no se suele sobrepasar los 6 °C y sus precipitaciones son mayores (alcanzándose registros superiores a 700 mm anuales) Esto sitúa a las sierras de la Comarca del Noroeste como el área murciana con mayor índice pluviométrico, frente a la costa meridional (Águilas, Puntas de Calnegre y Mazarrón) donde se dan los valores más bajos con menos de 300 mm anuales.
El récord absoluto de temperatura registrada en España fueron los 47,8 °C registrados en la ciudad de Murcia el día 29 de julio de 1876. Murcia también ostenta el récord absoluto de temperatura máxima registrada en España en el siglo XX con los 47,2 °C registrados en el observatorio Murcia / Alfonso X el 4 de julio de 1994.
En el invierno de 2005 llegó incluso a nevar en el litoral murciano.

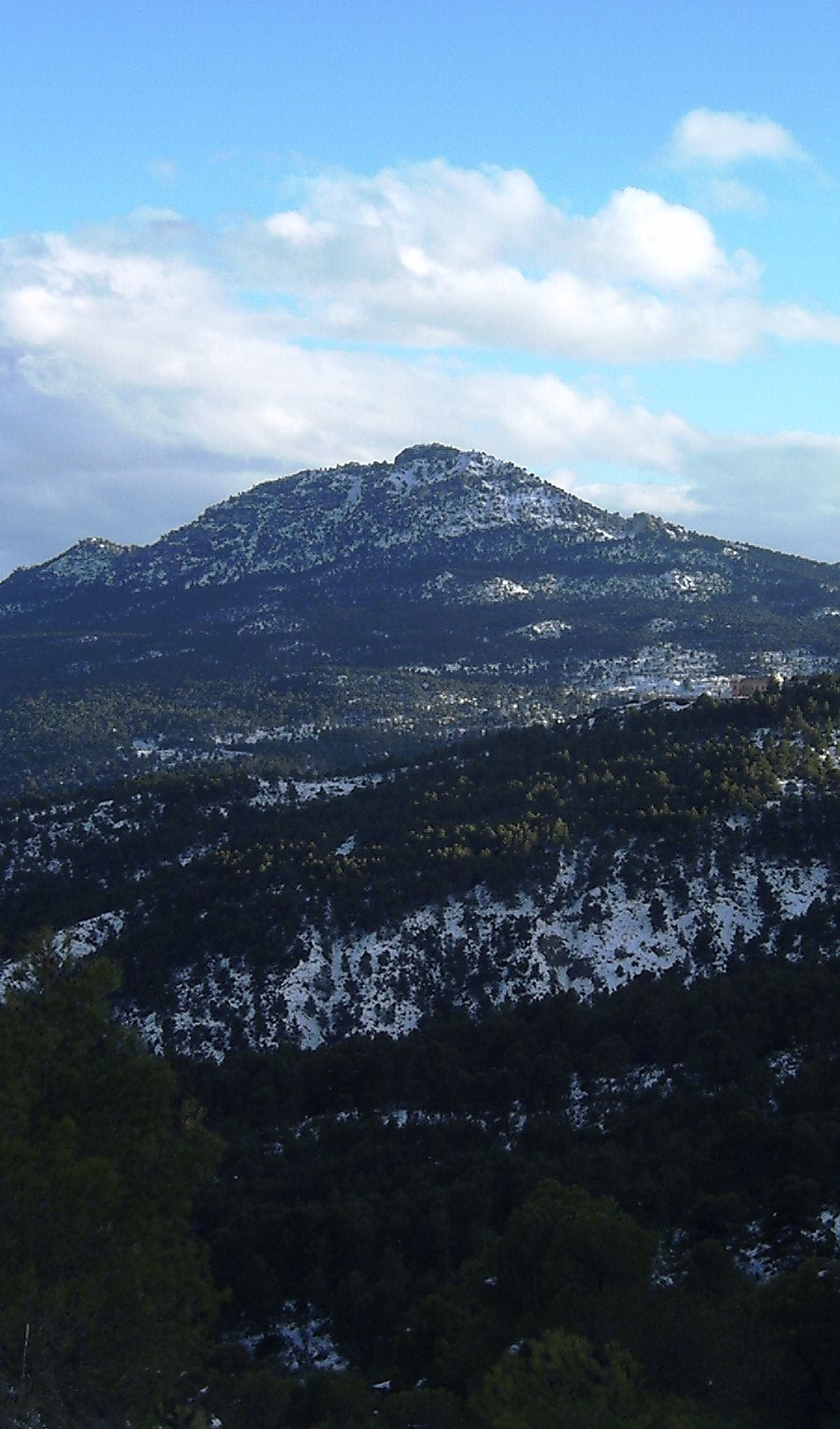
Sierra del Buitre (de montaña).
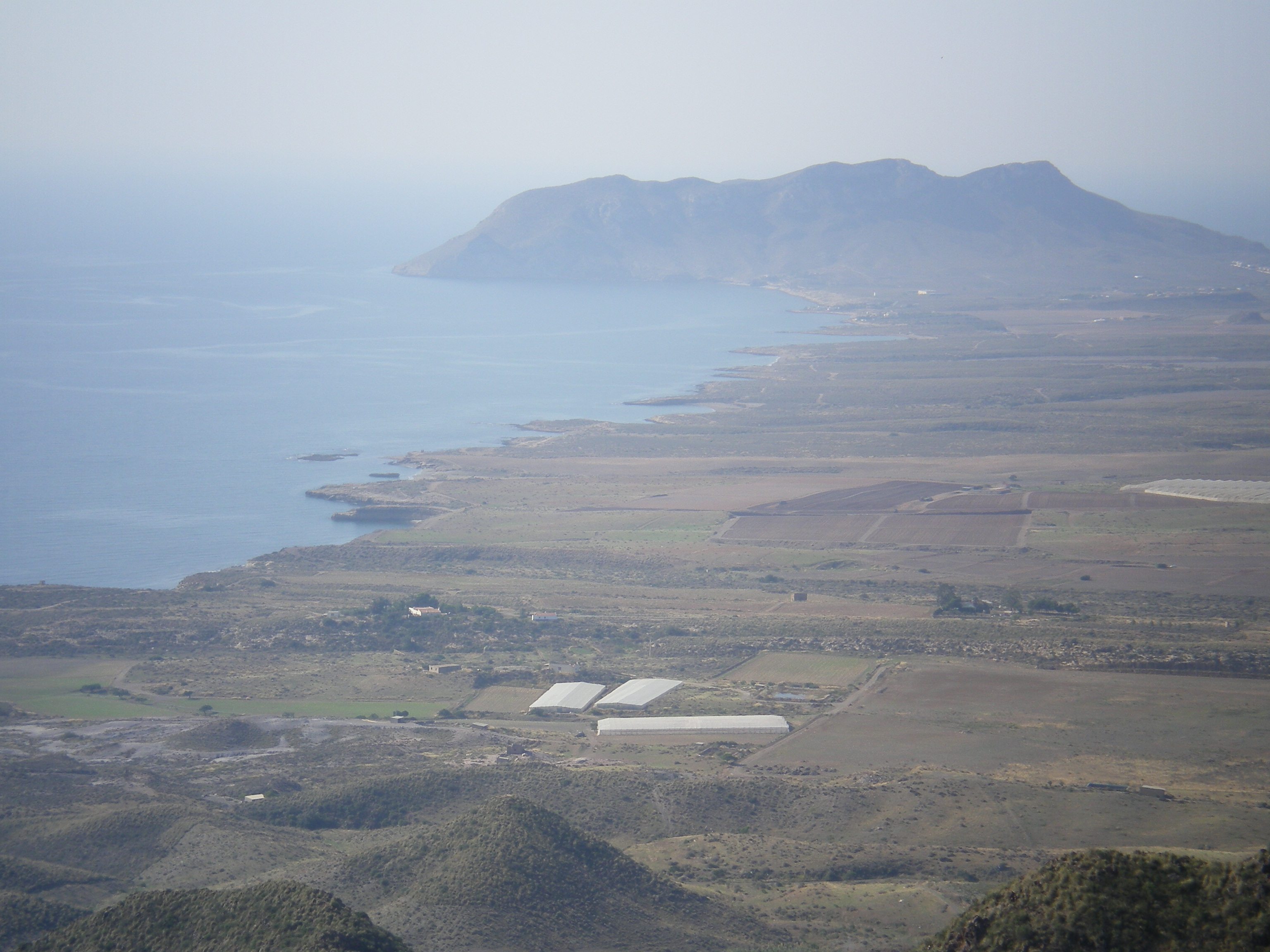
Marina de Cope (estepario árido).

## Hidrografía

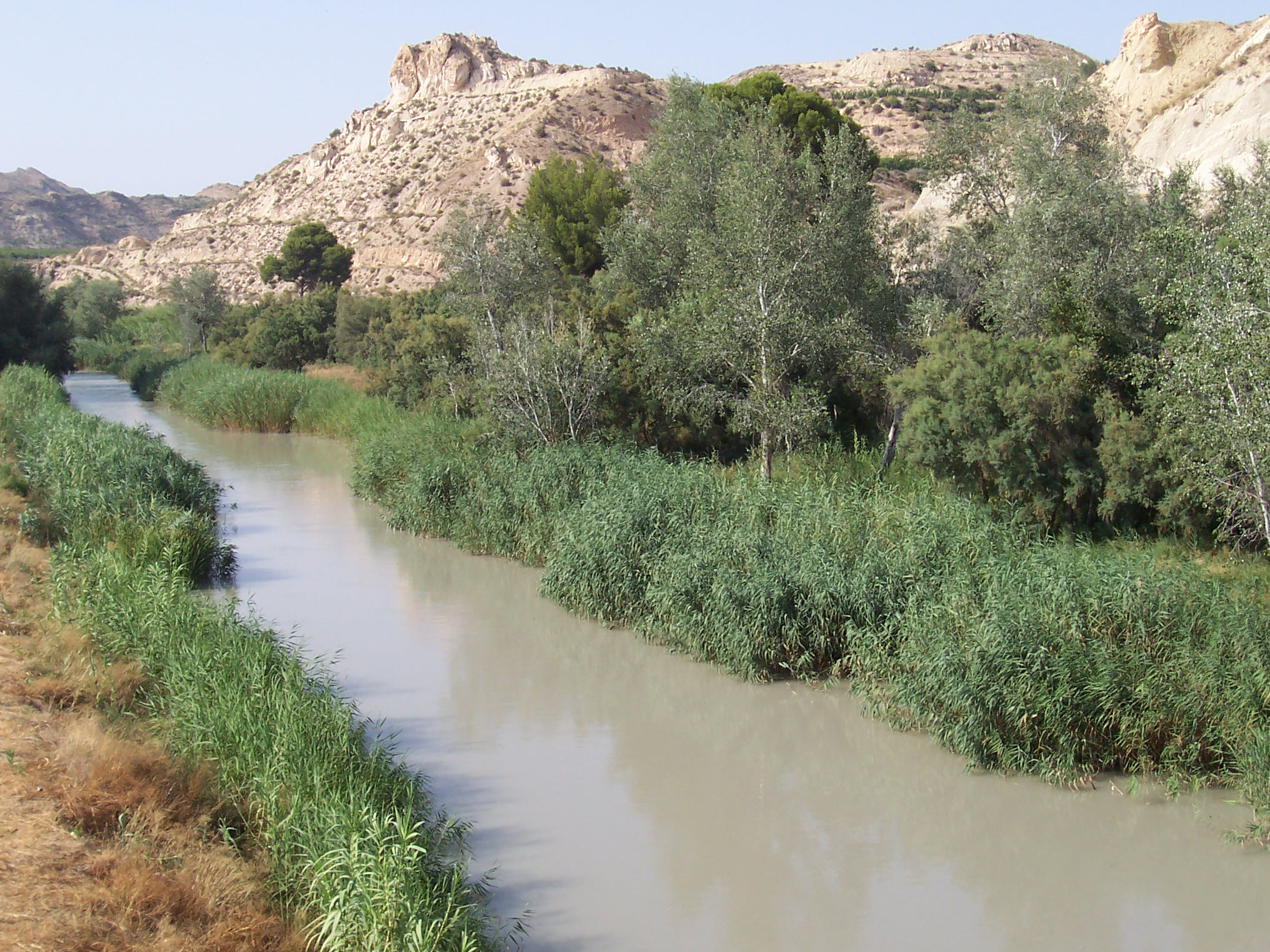
El río Segura a su paso por Archena.

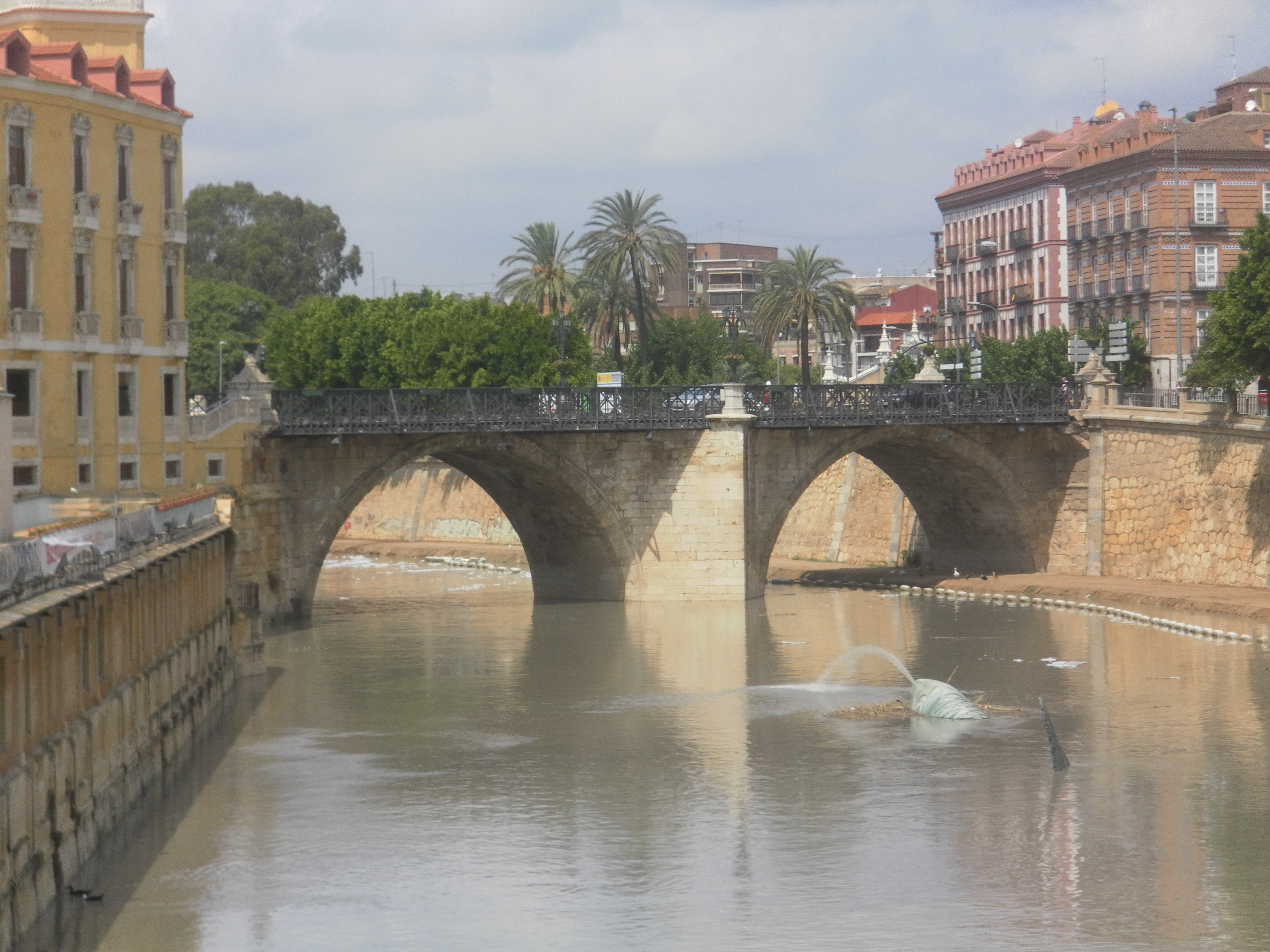
El río Segura y el Puente de los Peligros en la ciudad de Murcia.

La red hidrográfica de la Región de Murcia se compone de forma fundamental por el río Segura y su cuenca; que constituye el eje principal de la red de drenajes murciana. Además del río Segura hay que añadir unos ejes secundarios estructurados en torno a sus afluentes:
- Río Mundo (que nace en Albacete), es su mayor afluente y el que le aporta más caudal. Nace en un paraje natural denominado los Chorros del Río Mundo.
- Río Alhárabe: Que discurre por las Sierras de Moratalla y que al igual que el Mundo posee aguas perennes. Los ríos siguientes sufren sin embargo prolongados estiajes.
- Río Argos: Que bordea los cascos urbanos de Caravaca, Cehegín y Calasparra.
- Río Quípar: Se une al Segura en el famoso paraje del Cañón de Almadenes.
- Río Mula: Genera una de las vegas interiores más feraces, la huerta de Mula.
- Río Guadalentín, Sangonera o Reguerón: Que pasa por el casco urbano de Lorca y constituye el eje del amplio valle del Guadalentín (la también llamada depresión prelitoral murciana). Su naturaleza irregular ha generado multitud de tragedias como consecuencias de sus riadas.[6]

Este sistema hídrico canaliza el 95% de las aguas que se recogen en la Región de Murcia, el resto son vertidas hacia el Mediterráneo o el Mar Menor a través de multitud de ramblas que se disponen entre las sierras prelitorales y la costa (tales como la Rambla del Albujón, la Rambla de Benipila, la Rambla de las Moreras o la Rambla de Ramonete).
Prácticamente todo el territorio de la Región de Murcia se encuentra bajo la unidad hidrológica de la Cuenca del Segura, excepto una pequeña parte del norte del municipio de Yecla que pertenece a la cuenca del Júcar, y el extremo más occidental de los términos de Moratalla y Caravaca que vierten a la del Guadalquivir.
El déficit de recursos hídricos que sufre la cuenca del Segura; motivado por ser una cuenca de régimen pluvial mediterráneo levantino, ha impulsado a lo largo del tiempo diversas iniciativas gubernamentales que pretendían solucionar o al menos paliar dicho déficit. Algunas de las más significativas son:
- El trasvase Tajo-Segura, completado en 1979 y en servicio;
- El trasvase del Ebro, incluido inicialmente en el Plan Hidrológico Nacional aprobado en 2005 y luego suprimido, que preveía trasvases desde dicho río a diversas cuencas deficitarias, entre otras la del Segura;Vista por satélite del Mar Menor.

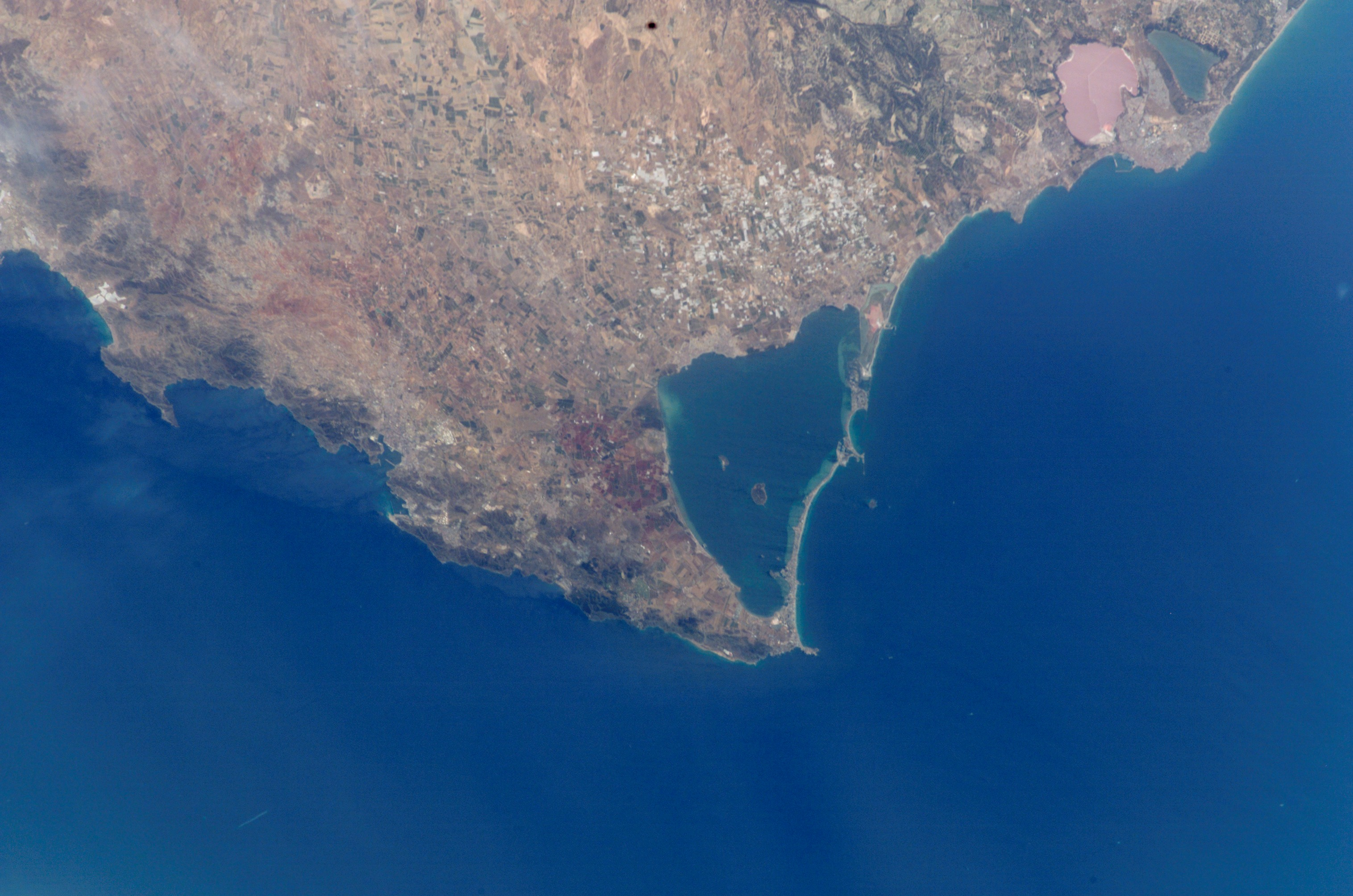
Vista por satélite del Mar Menor.

- El Programa AGUA, actualmente en marcha, que se planteó como alternativa a los trasvases previstos en el Plan Hidrológico Nacional y que incluye, entre otras actuaciones, la construcción de plantas desalinizadoras.

## Marítimo

### Mares

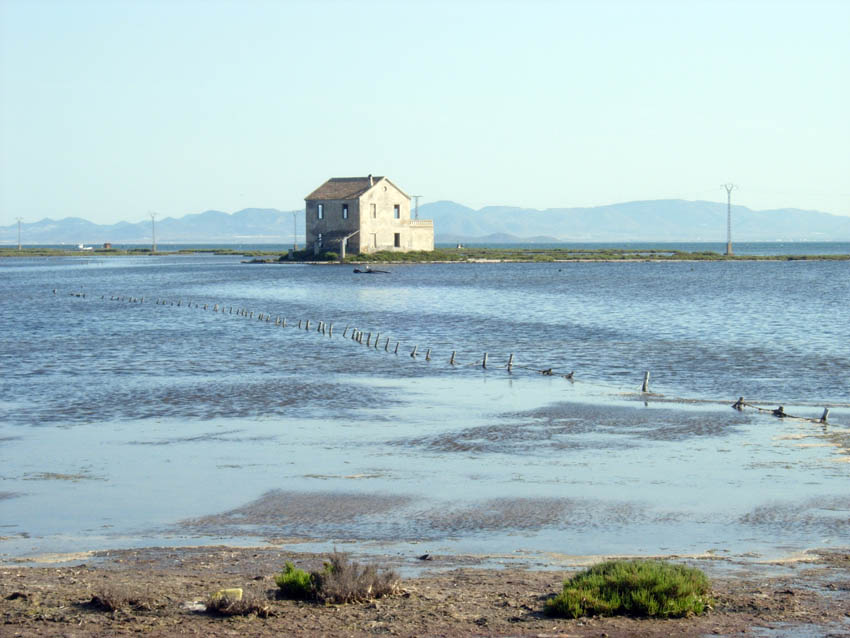
Vista de la zona de las encañizadas, paso natural entre el Mar Menor y el Mar Mediterráneo.

En la Región de Murcia se encuentra la laguna natural más grande de Europa, la albufera del Mar Menor. Se trata de una laguna de agua salada situada junto al Mar Mediterráneo, constituyendo una de las más grandes de Europa. Sus especiales características ecológicas y naturales hacen del Mar Menor un paraje natural único. De forma semicircular, está separado del Mar Mediterráneo por una franja de arena de 22 km de longitud y entre 100 y 1200 m de anchura, denominada La Manga del Mar Menor, comunicándose ambos "mares" por dos pasos naturales y uno artificial. La laguna ha sido designada por la Organización de las Naciones Unidas como Zona Especialmente Protegida de Importancia para el Mediterráneo. En su perímetro litoral cuenta con 73 km de costa en la que se van sucediendo playas de aguas transparentes y poco profundas (la profundidad máxima no es superior a 7 metros), y con 170 km² de superficie.
El litoral mediterráneo murciano, desde el punto de vista geomorfológico, presenta una gran riqueza de formas. El accidentado puzzle de relieves y depresiones del área que nos ocupa, bajo la acción de los procesos de modelado que han actuado a lo largo de los tiempos, ha dado lugar a los diferentes tipos de costas que actualmente se pueden contemplar. De los 258 km de línea de costa, el 26,19% (67,6 km) es acantilado alto (de más de 20 m de altura), el 11,82% (30,5 km) es acantilado medio (entre 2 y 20 m de altura), el 6,55% (16,9 km) es costa rocosa baja (menos de 2 m de altura) y el 32,62% (84,2 km) son playas.

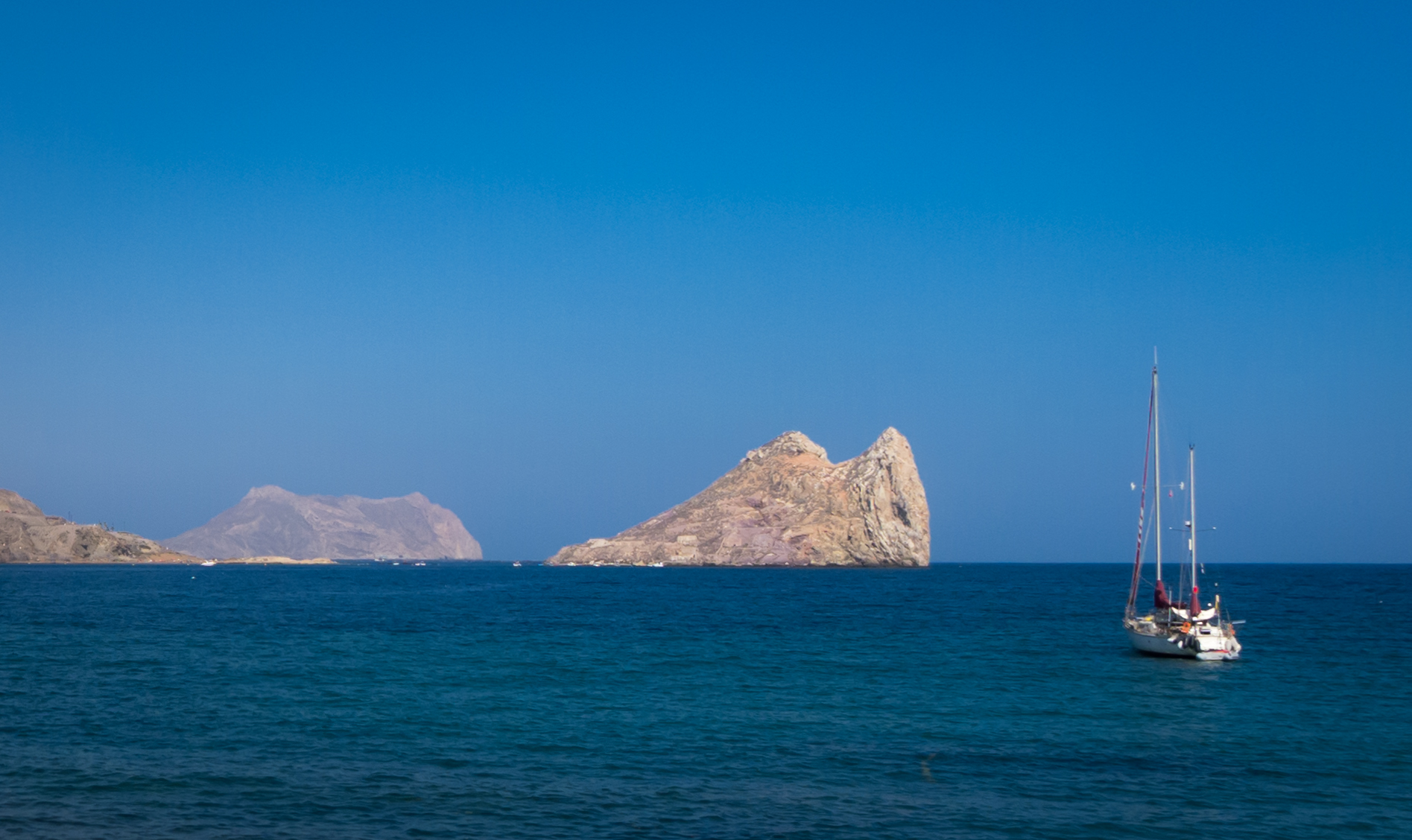
Imagen de la Isla del Fraile, en Águilas.

### Islas
El litoral de la Región de Murcia dispone de diversas islas, todas ellas de pequeño tamaño y deshabitadas siendo muchas de origen volcánico, destacando el conjunto de islas que se encuentran dentro del Mar Menor (Isla Mayor, Isla Perdiguera, Isla del Ciervo, Isla del Sujeto e Isla Rondella), y las islas que están en pleno Mar Mediterráneo (la Isla Grosa, Islas Hormigas, Isla de Escombreras, Isla de Mazarrón, Isla del Fraile, etc.).